# جرار العلهين

تعديل مصدري - تعديل

جرار العلهين هي إحدى قرى عزلة جيشان بمديرية جيشان التابعة لمحافظة أبين، بلغ تعداد سكانها 146 نسمة حسب تعداد اليمن لعام 2004.